# 우한 싼전
우한 싼전(중국어 간체자: 武汉三镇, 정체자: 武漢三鎮, 병음: Wuhan Sanzhen)는 중국 후베이성 우한시를 연고로 하는 축구 팀이다. 현재는 중국 슈퍼리그에 참가하고 있다.

## 클럽 역사
축구팀은 2016년 4월 20일 우한 상원 (중국어 간체: 武汉尚文)으로 설립되었으며 주로 유소년 선수 육성에 중점을 두었다. 2018년에 클럽은 우한 슈퍼리그에 참가하기 시작하여 우한 추펑 허리에 이어 2위를 차지했다. 그들은 또한 중국 4부리그 2018 시즌에 참가하여 16강에 진출한 후 난징 샤예에게 탈락했다. 랭킹 11위인 구단은 2019년 1월 우한 싼전으로 명칭을 변경한 직후 탈락한 팀의 공백을 메우기 위해 중국 을급리그 2019 시즌에 합류했다.

## 명칭 역사
- 2016–2018 우한상원 武汉尚文
- 2019– 우한싼전 武汉三镇

## 선수 명단

### 현역
참고: FIFA 자격 규정에 따라 소속된 국가대표팀 국기를 표시합니다. 선수는 복수의 FIFA 비회원국 국적을 가지고 있을 수 있습니다.
| 번호 | 포지션 | 국적 | 이름              |
| ---- | ------ | ---- | ----------------- |
| 5    | DF     |      | 박지수            |
| 7    | MF     |      | 구스타부 사우에르 |
| 28   | DF     |      | 왕이              |

| 번호 | 포지션 | 국적 | 이름 |
| ---- | ------ | ---- | ---- |

## 역대 감독
| 감독                | 임기        |
| ------------------- | ----------- |
| 다카하타 쓰토무     | 2023 ~ 2024 |
| 리카르도 로드리게스 | 2024 ~      |